# SACEM
Die SACEM (Société des Auteurs, Compositeurs et Éditeurs de Musique) ist eine französische Verwertungsgesellschaft zur Verwaltung der Rechte ihr angehörender Künstler im Bereich der Musik. Ähnlich der deutschen GEMA ist sie nicht staatlich, sondern privat organisiert („société civile“), hat aber die Unterstützung des französischen Kulturministeriums. Ihr Sitz ist in Neuilly-sur-Seine. Sie hat 1450 Beschäftigte (2005).
Die SACEM wurde 1850 von drei Musikern (darunter der Komponist Ernest Bourget, der 1847 Rechte an seiner im Café Ambassadeur gespielten Musik einklagte) gegründet, die so ihre Rechte verwalten wollten. Mittlerweile (2005) repräsentiert sie 110.000 Musiker und hat jährliche Einnahmen von 757 Millionen Euro (2005), von denen 608 Millionen an die Rechteinhaber flossen.
Neben dieser Hauptaufgabe ist die SACEM auch in der Kulturförderung und in der Künstler-Altersversorgung aktiv.
Seit dem 1. Januar 2012 können von ihr vertretene Urheber einzelne Lieder unter eine von drei Creative-Commons-Lizenzen, die die nicht-kommerzielle Nutzung erlauben, stellen. Die SACEM ist nach der schwedischen STIM, der niederländischen BUMA/STEMRA und der dänischen KODA die vierte europäische Verwertungsgesellschaft, die ihren Mitgliedern die Nutzung von Creative-Commons-Lizenzen zumindest zeitweise ermöglicht.

## Grand Prix SACEM
Jährlich wird ein Musikpreis, der Grand Prix Sacem, von ihr verliehen. Preisträger waren:
| Jahr | Grand prix du répertoire Sacem à l'export | Prix Rolf Marbot de la chanson de l'année | Grand prix de l'édition musicale | Grand prix de l'auteur-réalisateur de l'audiovisuel | Grand prix de la musique pour l'image | Grand prix du jazz |
| ---- | ----------------------------------------- | ----------------------------------------- | -------------------------------- | --------------------------------------------------- | ------------------------------------- | ------------------ |
| 2006 | Nana Mouskouri                            | Retomber amoureux                         | Stéphane Berlow                  | Rémy Grumbach                                       | Maurice Jarre                         | Henri Texier       |
| 2007 | Air                                       | Là où je t'emmènerai                      | Max Amphou                       | Raoul Sangla                                        | Bruno Coulais                         | Patrice Caratini   |
| 2008 | Amancio Prada                             | Le Manège                                 | Mario Bois                       | Jean Pierre Spiero                                  | Alexandre Desplat                     | Louis Sclavis      |
| 2009 | David Guetta, Fred Rister                 | Restons amants                            | Halit Uman                       | Jean-Louis Cap                                      | Claude Bolling                        | Ivan Jullien       |
| 2010 | Gotan Project                             | La Superbe                                | Claude Duvivier                  | Françoise Boulain                                   | Jean-Claude Petit                     | Sylvain Luc        |
| 2011 | Yael Naim, David Donatien                 | Je veux                                   | Paul Banes, Julien Banes         | Yvon Gérault                                        | Éric Serra                            | Baptiste Trotignon |
| 2012 | Gipsy Kings                               | Avant qu'elle parte                       | Jean-Philippe Allard             | Gilles Amado                                        | Éric Demarsan                         | Richard Bona       |
| 2013 | Zaz                                       | Formidable                                | Marc Lumbroso                    | Anne Dörr                                           | Bruno Fontaine                        | Romane             |
| 2014 | Ayọ                                       | Prayer in C                               | Bruno Lion                       | François Hanss                                      | Stéphane Moucha                       | Ibrahim Maalouf    |
| 2015 | Alexandre Desplat                         | Christine                                 | Caroline Molko                   | François Goetghebeur                                | Pierre Adenot                         | Biréli Lagrène     |
| 2016 | Selah Sue                                 | Il est où le bonheur                      | Catherine Cuny                   | Michel Follin                                       | Jean Musy                             | Archie Shepp       |
| 2017 | Jain                                      | Je suis                                   | Èric Debèque                     | Tristan Carné                                       | Jean-Michel Bernard                   | Bojan Z            |
| 2018 | Imany                                     | Basique                                   | Michel Duval                     | Michel Gondry                                       | Philippe Rombi                        | Laurent de Wilde   |
| 2019 | Caravan Palace                            | La Grenade                                | Henri Belolo                     | Bernard Gonner                                      | Christophe Julien                     | Christian Vander   |
| 2020 | Aya Nakamura                              | À nos héros du quotidien                  | Cécile Bernier                   | Marian Sarraut                                      | Jorge Arriagada                       | Thomas Enhco       |
| 2021 | L’Impératrice                             | Voilà                                     | Encore Merci                     | Philippe Gautier                                    | Erwann Kermorvant                     | Renaud Garcia-Fons |

| Jahr | Grand prix de l'humour | Prix Francis-Lemarque de la révélation | Grand prix de la musique symphonique (carrière) | Grand prix de la musique symphonique (jeune compositeur) | Grand prix des musiques du monde | Grand prix de la chanson française   |
| ---- | ---------------------- | -------------------------------------- | ----------------------------------------------- | -------------------------------------------------------- | -------------------------------- | ------------------------------------ |
| 2006 | Franck Dubosc          | Agnès Bihl                             | Nicolas Bacri                                   | Yan Maresz                                               | Justin Vali                      | Francis Cabrel                       |
| 2007 | Alexandre Astier       | Grands Corps Malade                    | Philippe Fénelon                                | Franck Bedrossian                                        | Kassav'                          | Eddy Mitchell                        |
| 2008 | Muriel Robin           | Emily Loizeau                          | Patrick Burgan                                  | Karol Beffa                                              | Salif Keita                      | Alain Bashung, Jean Claude Vannier   |
| 2009 | Anne Roumanoff         | Amélie-les-crayons                     | Bruno Mantovani                                 | Grégoire Lorieux                                         | Manu Dibango                     | Jacques Higelin                      |
| 2010 | Florence Foresti       | Benoît Dorémus                         | Marc-André Dalbavie                             | Oscar Strasnoy                                           | Angélique Kidjo                  | Christophe                           |
| 2011 | Nicolas Canteloup      | Alexis HK                              | Guillaume Connesson                             | Yann Robin                                               | Souad Massi                      | Hubert-Félix Thiéfaine               |
| 2012 | Roland Magdane         | Anaïs Croze                            | Éric Tanguy                                     | Fabien Waksman                                           | Tiken Jah Fakoly                 | Camille                              |
| 2013 | Liane Foly             | Rover                                  | Alain Kremski                                   | Frédéreric Verrières                                     | Gilberto Gil                     | Étienne Daho, Charles Dumont         |
| 2014 | Élie Semoun            | Féloche                                | Bernard Cavanna                                 | Oscar Bianchi                                            | Rokia Traoré                     | Pascal Obispo                        |
| 2015 | Le Quatuor             | Vianney                                | Richard Dubugnon                                | Camille Pépin                                            | Magic System                     | Alain Chamfort, Alice Dona           |
| 2016 | Gaspard Proust         | Feu! Chatterton                        | Thierry Pécou                                   | Benoît Menut                                             | Titi Robin                       | Davide Esposito, Juliette Noureddine |
| 2017 | Nora Hamzawi           | Gaël Faye                              | Karol Beffa                                     | François Meïmoun                                         | Mory Kanté                       | Calogero                             |
| 2018 | Jérôme Commandeur      | Angèle                                 | Philippe Schoeller                              | Colin Roche                                              | Calypso Rose                     | Nicola Sirkis, Indochine             |
| 2019 | Dany Boon              | Ben Mazué                              | Florentine Mulsant                              | Fabien Cali                                              | Blick Bassy                      | Keren Ann                            |
| 2020 | Alain Bernard          | Pomme                                  | Régis Campo                                     | Olivier Calmel                                           | Oumou Sangaré                    | Philippe Katerine, Jérôme Attal      |
| 2021 | Camille Lellouche      | Lous and the Yakuza                    | Jean-Louis Agobet                               | Claire-Mélanie Sinnhuber                                 | Bachar Mar-Khalifé               | Matthieu Chedid                      |

| Jahr | Prix spécial de la Sacem | Grand prix des musiques électroniques | Grand prix des musiques urbaines | Grand prix de l'œuvre internationale de l'année | Grand prix du répertoire jeune public | Grand prix de la SDRM |
| ---- | ------------------------ | ------------------------------------- | -------------------------------- | ----------------------------------------------- | ------------------------------------- | --------------------- |
| 2010 | Gaëtan Roussel           | Jean-Michel Jarre                     |                                  |                                                 |                                       |                       |
| 2011 | Jean-Louis Aubert        | Émilie Simon                          |                                  |                                                 |                                       |                       |
| 2012 | Catherine Ringer         | Justice                               |                                  |                                                 |                                       |                       |
| 2013 | Serge Lama               | Wax Taylor                            |                                  |                                                 |                                       |                       |
| 2014 | Johnny Hallyday          | Martin Solveig                        |                                  |                                                 |                                       |                       |
| 2015 | Véronique Sanson         | Bob Sinclar                           |                                  |                                                 |                                       |                       |
| 2016 | Michel Jonasz            | Cassius                               | IAM                              | Lean On                                         |                                       |                       |
| 2017 | Salvatore Adamo          | Petit Biscuit                         | Soprano                          | Can't Stop the Feeling!                         | Guillaume Aldebert                    |                       |
| 2018 | Renaud                   | Étienne de Crécy                      | MC Solaar                        | Shape of You                                    | Pascal Perisot                        |                       |
| 2019 | Alain Souchon            | DJ Snake                              | Oxmo Puccino                     | Shallow                                         | Alain Schneider                       |                       |
| 2020 | Maxime Le Forestier      | Rone                                  | Suprême NTM                      | Bad Guy                                         | Tartine Reverdy                       | Djadja                |
| 2021 | Kassav’                  | Molécule                              | Youssoupha                       | Blinding Lights                                 | Isabelle Aboulker                     | Tombé                 |